# Benjamin Graham
Benjamin Graham (1894–1976) brit születésű amerikai közgazdász, a Columbia Egyetem tanára, valamint a Graham-Newman Társaság elnöke. 
Tőkepiaci tapasztalatait 1914-től, a Newburger, Henderson & Loeb Társaságnál szerezte, és 1926-tól 1954-ig vezette a Graham-Newmant. Az 1929-ben kezdődő gazdasági világválság majdnem tönkretette, de módszerei kidolgozásához felbecsülhetetlen tapasztalatokat adott. Grahamet minden idők egyik legjobb befektetőjeként tartják számon. Leghíresebb tanítványa Warren Buffett, aki a kétezres évek óta a világ leggazdagabb emberei között található.

## Magyarul megjelent művei
- Az intelligens befektető. Gyakorlati tanácsok befektetőknek; kommentárok Jason Zweig, ford. Lénárt Szabolcs; T.bálint, Törökbálint, 2011